# Энгель, Владимир Александрович
Владимир Александрович Энгель (1824—1883) — генерал-майор, командир 22-й артиллерийской бригады 1-го армейского корпуса Русской императорской армии.

## Биография
Владимир Энгель родился 16 мая 1824 года и происходил из приказно-служительских детей Лифляндской губернии. 
Первоначальное воспитание Энгель получил в Михайловском артиллерийском училище, по окончании которого 14 июня 1839 года поступил на действительную военную службу.
13 декабря 1839 года он был назначен фейерверкером I класса, а 10 августа 1844 года, выдержав экзамен на прапорщика полевой артиллерии, он был прикомандирован к артиллерийскому училищу для продолжения курса наук, по окончании которого в младшем офицерском классе был выпущен в конно-легкую № 3 батарею. 
Назначенный учителем в дивизионную школу 2-й артиллерийской дивизии, В. А. Энгель 12 декабря 1847 года был переведен в легкую № 2 батарею 4-й артиллерийской бригады, а 1 июля 1848 года произведен в подпоручики. 
В 1849 году Владимир Александрович Энгель принимал участие в подавлении Венгерского восстания (1848—1849). В мае месяце, находясь в составе 2-го пехотного корпуса под начальством генерал-лейтенанта Куприанова, он выступил из Польши, перешел границу Австрийской империи при м. Тарноград и, следуя по Галиции, перешел Карпатские горы; далее, он участвовал при занятии гор. Барфельда, находился при рекогносцировке неприятельской позиции за Барфельдом, был при занятии города Эпериеса и при сражении под Вайценом. В награду за отличие в этом сражении он был произведен в поручики. 
Переведенный 20 мая 1850 года в конно-легкую № 4 батарею, он в следующем году был назначен учителем в фейерверкерскую школу 2-й артиллерийской дивизии; затем, произведенный в штабс-капитаны (1852), он с командой нижних чинов был послан в образцовую конную батарею и в 1854 году был зачислен в постоянный кадр образцовой конной батареи, с переводом в конно-легкую № 23 батарею; далее, будучи произведен в капитаны (1860), он был переведен в том же чине в конную артиллерию. 
В 1862 году В. Энгель был переименован из капитанов гвардии в полковники, с назначением командиром конно-артиллерийской № 16 полубатареи Астраханского казачьего войска, и 28-го декабря 1865 года, за отличие по службе, был произведен в полковники, а 12 июня 1869 года был назначен командиром 2-й конно-артиллерийской бригады. Чин генерал-майора он получил 30 августа 1876 года, а 13 января 1877 года он был назначен командиром 22-й артиллерийской бригады. С 29 июля 1879 года и до своей смерти занимал должность начальника артиллерии 1-го Кавказского армейского корпуса. 
Владимир Александрович Энгель скончался 16 апреля 1883 года.